# Alexei Wladimirowitsch Lesin

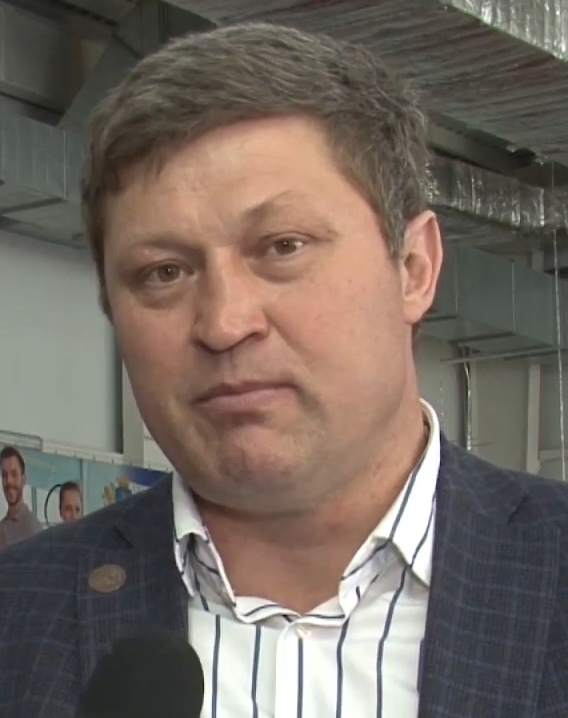
Alexei Lesin (Mai 2021)

Alexei Wladimirowitsch Lesin (russisch Алексей Владимирович Лезин; * 27. Februar 1973 in Energetik, Oblast Orenburg) ist ein ehemaliger russischer Boxer.

## Karriere

### National
Lesin begann 1984 mit dem Boxen und wurde während seiner Laufbahn fünffacher russischer Meister. Bei den russischen Meisterschaften 2001 unterlag er im Finale Alexander Powetkin, konnte ihn 2003 aber schlagen.

### Europameisterschaften
Er war außerdem mehrfacher Europameister:
- 1996 gewann er den Superschwergewichtstitel in Vejle nach einem Halbfinalsieg über René Monse und einem Finalsieg über Wladimir Klitschko.
- 1998 gewann er die Europameisterschaft in Minsk und schlug dort unter anderem im Viertelfinale Sjarhej Ljachowitsch sowie im Halbfinale Sinan Şamil Sam.
- Auch die EM 2000 in Tampere konnte er für sich entscheiden und besiegte dabei Cengiz Koç sowie im Finale den Italiener Paolo Vidoz.

### Weltmeisterschaften
Bei seinen ersten Weltmeisterschaften 1993 in Tampere scheiterte er als Schwergewichtler (bis 91 kg) im Viertelfinale an Félix Savón, Kuba (13:7). Er gewann dann aber die Weltmeisterschaften 1995 in Berlin in der Superschwergewichtsklasse. Sein Finalgegner war dort Vitali Klitschko.
Bei der Weltmeisterschaft 1997 in Budapest unterlag er im Viertelfinale vorzeitig gegen den Kubaner Alexis Rubalcaba.

### Olympische Spiele
Bei beiden Olympischen Spielen, an denen er teilnahm, ging er als einer der Favoriten in das Turnier, konnte die Erwartungen jedoch nicht erfüllen. 1996 nahm er für Russland an den Olympischen Spielen in Atlanta teil. Dort besiegte er im Viertelfinale erneut René Monse, unterlag im Halbfinale aber dem späteren Sieger Wladimir Klitschko nach Punkten und sicherte sich damit eine Bronzemedaille.
Die Olympischen Spiele 2000 endeten für Lesin schon im ersten Kampf, als er vorzeitig gegen den späteren Goldmedaillengewinner Audley Harrison unterlag. Er hatte bis kurz vor Schluss nach Punkten vorn gelegen.

### Weitere Erfolge
Im Jahr 1994 gewann er die in Sankt Petersburg stattfindenden Goodwill Games. Dabei setzte er sich unter anderem gegen Nikolai Walujew und Lance Whitaker durch.
Vier Mal nahm Lesin an den Militärweltmeisterschaften teil, wobei er 1994 und 1999 die Goldmedaille gewann, 1995 im Finale gegen Vitali Klitschko verlor und 2002 im Halbfinale gegen Roberto Cammarelle, Italien, ausschied.
| Personendaten    | Personendaten                          |
| ---------------- | -------------------------------------- |
| NAME             | Lesin, Alexei Wladimirowitsch          |
| ALTERNATIVNAMEN  | Лезин, Алексей Владимирович (russisch) |
| KURZBESCHREIBUNG | russischer Boxer                       |
| GEBURTSDATUM     | 27. Februar 1973                       |
| GEBURTSORT       | Energetik, Oblast Orenburg             |